# Seznam osebnosti iz Občine Ljutomer
Seznam osebnosti iz Občine Ljutomer vsebuje osebnosti, ki so se tu rodile, delovale ali umrle.

## Religija
- Matija Grosskopf, duhovnik in narodni buditelj (1779, Ljutomer – 1880, Selnica)
- Mihael Jaklin, duhovnik in narodni buditelj (1770, Jeruzalem, Ljutomer –1847, Ljutomer)
- Peter Merkas, redovnik, jezuit (1629, Ljutomer – 1694, Leoben)
- Ivan Skuhala, nabožni pisatelj in duhovnik (1847, Sveti Tomaž – 1903, Ljutomer)
- Peter Skuhala, pesnik, pripovednik in duhovnik (1847, Cven – 1913, Ljutomer)
- Franc Kovačič, teolog in zgodovinar (1867, Veržej – 1939, Maribor)
- Anton Strajnšak, duhovnik in narodni buditelj (1810, Bučkovci – 1881, Veržej)
- Franc Toplak, zbiralec ljudskega besedišča, duhovnik, kaplanoval v Ljutomeru (1818, Destrnik – 1904, Podgorci)
- Franc Verbnjak, teolog, pesnik in krajevni zgodovinar, kaplanoval v Ljutomeru (, Drbetinci –, Altenmarkt bei Fürstenfeld)
- Matija Karba, duhovnik (1852, Babinci – 1930, Zreče)
- Lovro Vogrin, duhovnik, stolni prošt in narodni buditelj, prevzel župnijo v Mali Nedelji (1809, Zgornja Senarska – 1869, Maribor)
- Franc Saleški Spindler, duhovnik, cerkveni glasbenik (1878, Mala Nedelja – 1963, Ormož)
- Jakob Čemažar, duhovnik, narodni delavec (1874, Železniki – 1924, Mala Nedelja)
- Franc Simonič, duhovnik, kaplan v Bučkovcih (1803, Levanjci – 1866, Gaj nad Mariborom)
- Jakob Missia, duhovnik, filozof, goriški nadškof in kardinal (1838, Mota – 1902, Gorica)
- Franc Zmazek, duhovnik in krajevni zgodovinar (1844, Radoslavci – 1918, Benedikt v Slovenskih goricah)

## Umetnost
- Karol Grossmann, odvetnik in pionir slovenskega filma  (1864, Drakovci – 1929, Ljutomer)
- Ante Trstenjak, slikar in grafik (1894, Slamnjak – 1970, Maribor)
- Slavko Osterc, skladatelj in glasbeni pedagog  (1895, Veržej – 1941, Ljubljana)
- Stanko Vraz, pesnik slovenske romantike  (1810, Cerovec – 1851, Zagreb)
- Cvetko Golar, pesnik, pisatelj in dramatik (1879, Gosteče –1965, Ljutomer)
- Franc Šrol, poučnozgojni pisec, nabožni pesnik in duhovnik (1829, Juršinci – 1885, Ljutomer)
- Leopold Volkmer, ljudski pesnik, skladatelj in duhovnik (1741, Ljutomer – 1816, Destrnik)
- Vojan Tihomir Arhar, pesnik, pisatelj in publicist (1922, Ljutomer – 2007, Ljubljana)
- Barbka Höchtel, mladinska pisateljica in učiteljica, živela v Ljutomeru (1860, Idrija – 1920, najbrž Vetrinj)
- Radoslav Razlag, pisatelj, pesnik in politik (1826, Radoslavci – 1880, Brežice)
- Ivan Žabota, slikar (1877, Podgradje – 1939, Bratislava)
- France Slana, slikar (1926, Bodislavci –)
- Katja Špur, pisateljica, pesnica in prevajalka (1908, Gornje Krapje – 1991, Ljubljana)
- Dana Ročnik-Gregorič, operna in radijska pevka (1914, Moravci v Slovenskih goricah – 1993, ?)
- Srečko Korošak, fagotist (1933, Ljutomer – 1972, Ljubljana)
- Wilhelm Heiliger, grafik (1944, Ljutomer –)
- Alto Huber, ljutomerski fotograf (deloval v letih 1880–1920)
- Anton Čeh, slikar (1882, ? – 1930, Ljutomer)
- Alojz Grnjak, godec in harmonikar (1929, Slamnjak – 2014, ?)
- Stanko Kristl, arhitekt (1922, Ljutomer –)
- Srečko Centrih, gledališčnik, režiser, član gledališke skupine Ivana Kaučiča Ljutomer,  prejemnik Linhartove plakete in Miklošičevega priznanja (1948, Ljutomer –)

## Pravo, uprava in politika
- Janko Babnik, pravnik  (1961, Ljutomer – 1927, Ljubljana)
- Ivan Gottweis, politik in mecen (1779, Maribor – 1851, Ljutomer)
- Ivan Nepomuk Kukovec, politik in posestnik (1834, Pušenci – 1908, Ljutomer)
- Stanko Lapajne, pravnik (1878, Ljutomer –1941, Ljutomer)
- Jožef Ozmec, gospodarski organizator in politik (1866, Obrež – 1923, Ljutomer)
- Igor Rosina, pravnik (1900, Ljutomer – 1969, Maribor)
- Ivan Dečko, politik, pravnik in narodni delavec, poslanec kmetskega volilnega okraja Ljutomer-Ormož-Gornja Radgona (1859, Središče ob Dravi – 1908, Gradec)
- Lavoslav Gregorec, politik in duhovnik, zastopnik kmečke občine Ptuj-Rogatec-Ljutomer (1839, Destrnik – 1924, Nova Cerkev)
- Mihael Hermann, politik in pravnik, zastopnik kmečke občine Ptuj-Rogatec-Ljutomer (1822, Haritz – 1883, Gradec)
- Ivan Kočevar, politik in župan, zastopnik kmečkih občin Ljutomer-Ormož-Radgona (1858, Središče ob Dravi – 1913, Središče ob Dravi)
- Vatroslav Mohorič, politik in rodoljub (1831, Hermanci – 1905, Podgradje)
- Anton Štuhec, sodnik (1884, Blaguš – 1948, Ljubljana)
- Alojzij Gregorič, politik in pravnik (1843, Bodislavci – 1886, Ptuj)
- Ivan Štuhec, pravnik in narodni buditelj (1820, Bučkovci – 1885, Celje)
- Ciril Špindler, pravnik in društveni delavec (1902, Moravci v Slovenskih goricah – 1975, Maribor)
- Ludovik Filipič, pravnik (1850, Radoslavci – 1911, Celje)
- Aleksander Kavčič, politik (1972, Jeruzalem, Ljutomer –)
- Mirko Žlender, politik (1924, Mala Nedelja – 2005, Maribor)
- Vika Potočnik, političarka, poslanka in pedagoginja (1957, Bučkovci –)
- Rado Pušenjak, politik (1907, Ljutomer – 1983, ?)
- Aleksander Kavčič, član Državnega zbora RS, direktor murskosoboške območne službe Zavoda za zaposlovanje (1972, Jeruzalem – )

## Vojska
- Vladimir Kunčič, častnik, veteran vojne za Slovenijo (1960, Ljutomer –)
- Rudolf Pušenjak, partizan, politik in pisatelj (1920, Ljutomer –)
- Srečko Karba, častnik (1958, Ljutomer –)
- Ivan Kavčič, partizan in narodni heroj (1913, Desnjak – 1943, Sela pri Šumberku)
- Mirko Rajh, brigadni general (1887, Mota – 1941, Osijek)

## Humanistika
- Franc Miklošič, slavist in filolog (1813, Radomerščak pri Ljutomeru – 1891, Dunaj)
- Janez Miklošič, glasbenik in učitelj (1823, Radomerščak pri Ljutomeru – 1901, Maribor)
- Emerih Bratuša, narodni buditelj (1817, Varaždin – 1849, Ljutomer)
- Anton Krempl, narodni buditelj, nabožen pisatelj in zgodovinar (1790, Polički Vrh – 1844, Mala Nedelja)
- Božidar Raič, narodni buditelj, jezikoslovec, politik in publicist, dal pobudo za ustanovitev ljutomerske čitalnice in pomagal organizirati ljutomerski tabor (1827, Žvab – 1886, Ljubljana)
- Slavica Šikovec, etnologinja (1929, Grabe pri Ljutomeru –)
- Valentin Zarnik, politik, pisatelj, odvetnik, eden izmed ustanoviteljev ljutomerske čitalnice, njen tajnik, pripravil prvi slovenski tabor (1837, Repnje – 1888, Ljubljana)
- Alojzij Trstenjak, krajevni zgodovinar, uradnik (1887, Pušenci – 1964, Maribor)
- Tone Ferenc, zgodovinar (1927, Veržej – 2003, Ljubljana)
- Rudolf Kolarič, jezikoslovec (1898, Ilovci – 1975, Ljubljana)
- Anton Raič, zgodovinar in literarni zgodovinar (1845, Mala Nedelja – 1888, Praga)
- Vekoslav Špindler, kulturni delavec, politik, pesnik in časnikar (1881, Moravci v Slovenskih goricah – 1966, Maribor)
- Fran Mohorič, kulturni delavec, pesnik in pravnik (1866, Stročja vas – 1928, Ljubljana)
- Franc Zadravec, literarni zgodovinar (1925, Stročja vas – 2016, Gornji Grad)
- Jasna Branka Staman, knjižničarka, pravljičarka in mladinska pisateljica (1961, Grlava –)
- Jože Košar, urednik, založnik in prevajalec (1908, Stročja vas – 1982, Maribor)
- Jože Fistrovič, prevajalec (1935, Stročja vas – 2012, Ljubljana)
- dr. Miran Puconja, doktor etnologije, filozofije in slovenščine, nekdanji profesor Gimnazije Franca Miklošiča Ljutomer (1949, Cven – ?

## Gospodarstvo
- Franc Seršen, narodni gospodar (1897, Ljutomer – 1938, Zagreb)
- Vekoslav Štampar, kmetijski strokovnjak in politični delavec (1889, Železne Dveri – ?)
- Josip Zabavnik, enolog (1874, Vodranci – 1948, Jeruzalem, Ljutomer)
- Stanko Čurin, vinogradnik in vinar, ustanovni član Društva vinogradnikov Ljutomersko-Ormoških goric Jeruzalem (1929, Vodranci – 2017, Ptuj)
- Josip Mursa, narodni gospodar, lokalni politik (1864, Krapje – 1948, Krapje)
- Anton Božič, narodni gospodar in odvetnik (1876, Stročja vas – 1933, Celje)
- Drago Filipič, ekonomist (1943, Babinci – 2008, Maribor)
- Marija Kump, agronomka (1915, Moravci v Slovenskih Goricah – 1985, Zagreb)
- Andrej Vršič, profesor nemščine in sociologije, tolmač v Uradu [[Vlada Republike Slovenije|Vlade Republike Slovenije, direktor [Ocean Orchids]

## Zdravstvo
- Jožef Ivan Knolc, zdravnik (1793, Ljutomer – 1862, Dunaj)
- Ivo Antolič, ortodont (1919, Ljutomer – 2001, Ljubljana)
- Anton Magdič, zdravnik (1820, Ivanjkovci – 1879, Ormož)
- Matija Prelog, zdravnik, politik in rodoljub, živel v Ljutomeru (1813, Hraste - Mota – 1872, Maribor)
- Rafael Ferdinand Hussian, kirurg in porodničar (1801/1802, Veržej – 1869, Dunaj)
- France Tiplič, zdravnik, narodni delavec (1869, Veržej – 1918, Lenart v Slovenskih goricah)
- Mojca Senčar, zdravnica (1940, Ljutomer – 2019, Ljubljana)
- Gregor Jakelj, veterinar (1907, Dovje – 1980, Ljutomer)

## Šolstvo
- Jan Baukart, šolnik, pedagoški pisec in prevajalec, ravnatelj ljutomerske gimnazije, pokopan v Ljutomeru  (1889, Celje – 1974, Maribor)
- Ivan Kryl, šolnik (1842, Náklo – 1915, Ljutomer)
- Henrik Schreiner, pedagog (1850, Ljutomer – 1920, Maribor)
- Tomaž Pušenjak, šolnik (1861, Bunčani – 1920, Cven)
- Miroslav Šijanec, pedagog, služboval v Ljutomeru (1869, Podgorci – 1931, Maribor)
- Anton Kosi, učitelj, pedagoški pisec, glasbenik in mladinski pisatelj (1864, Godemarci – 1945, Badličan)
- Terezija Hanželič, vrhovna predstojnica Kongregacije šolskih sester (1876, Hardek pri Ormožu – 1970, Rim)
- Simon Cvahte, učitelj in pedagoški pisec (1854, Sveti Jernej – 1920, Mala Nedelja)
- Janez Murkovič, šolnik (1839, Mala Nedelja – 1917, Lendava)
- Anton Porekar, šolnik (1854, Mala Nedelja – 1931, Maribor)
- Josip Žitek, šolnik (1832, Hrastje – 1899, Novo mesto)

## Znanost
- Janko Slavič, strojnik in univerzitetni profesor Univerze v Ljubljani (1978, Rakičan –)
- Henrik Gjerkeš, strojnik, politik in univerzitetni profesor (1965, Ptuj – )

## Osebnosti, ki so pustile sled
- Fritz Lang, režiser in scenarist, po pričevanju dr. Božene Grosman in dr. Vladimirja Grosmana pri dr. Karolu Grossmannu preživel nekaj mesecev (1890, Dunaj – 1976, Beverly Hills)
- Georg Mally, naravoslovec, opisal Ljutomer v Steiermärkische Zeitsehr (1793, Lipnica – 1858, Maribor)
- Ivan Sojč, kipar, na ljutomerskem pokopališču postavil nagrobnik dekana Omerze (1879, Ljubnica – 1951, Maribor)
- Matej Slekovec, zgodovinar in duhovnik, napisal ljutomersko kroniko (1846, Kunova – 1903, Ljubljana)
- Marija Štupca, prosvetnohumanitarna delavka, naslikala grbe za ljutomersko kroniko Mateja Slekovca (1873, Šempeter v Savinjski dolini – 1955, Maribor)
- Alfred Rossmanit, posestnik in konjerejec, organiziral dirke v Ljutomeru (1859, Dunaj – 1928, Maribor – Radvanje)
- Leopold Stibilj, gradbenik, strokovnjak za gradnjo železnic, sodeloval pri gradnji železnice Murska Sobota-Ljutomer-Ormož (1890, Ljubljana – ?)
- Mirko Šoštarič, strokovnjak za varstvo naravne dediščine, sestavil elaborat o varstvu narave za Občino Ljutomer (1920, Maribor – 1999, Maribor)
- Vladimir Pušenjak, pravnik in revizor, napisal zgodovino Ljutomer. okr. posojilnice (1882, Kapelski Vrh – 1936, Maribor)
- Josip Šuman, narodni buditelj in jezikoslovec, pomagal uprizarjati gledališke predstave v Ljutomeru (1836, Zgornja Ročica – 1908, Mošćenička Draga
- Franc Talanyi, politični delavec in urednik, okrajni vodja mladincev ZK Ljutomer (1883, Brezovci –, Murska Sobota
- Richard Teltscher, pravnik, podjetnik, strokovni pisec in vinski trgovec, v Anglijo uvažal ljutomerska vina (1888, Mikulov – 1974, London)
- Jožef Ernst Tunner, slikar, narisal roženvensko Mati božjo v župnijski cerkvi Ljutomer (1792, Obergarden – 1877, Gradec)
- Andrej Valič, arheolog, sodeloval s Pokrajinskim muzejem Maribor pri izdelavi topografije Ljutomera z okolico (1931, Preddvor – 2003, Golnik)
- Matija Valjavec, pesnik, folklorist in jezikoslovec, po zapisih svojih učencev zbiral prleške pripovedke, med drugim iz Ljutomera in Ormoža (1831, Srednja Bela – 1897, Zagreb)
- Viktor Vrbnjak, zgodovinar in arhivist, pisal o ljutomerskem taboru in čitalnici (1934, Selišči – 2005, Maribor)
- Lojze Veberič, slikar in kipar, samouk, ustvarjal v Veržej (1936, Selišči –)
- Svetlana Oletič, poklicna odbojkarica, učiteljica telovadbe v Mali Nedelji in učiteljica slovenščine Ukrajincev, pisateljica, prostovoljka in kolumnistka na prlekija-on.net (1972, Luganska –)
- Irena Brunec - Tebi, slikarka, akademska kiparka, v Ljutomeru je oblikovala spomenik ”Rudolf Maister Vojanov – general in pesnik” (1964, Murska Sobota –)
- Ivan Rihtarič, zgodovinar, umetnostni zgodovinar, slikarka, izdal knjigo Okraj Ljutomera 1945-1950, Upravno-politična in gospodarska skica (1964, Murska Sobota –)
- Ivan Jerič, urednik, duhovnik, politik, kaplan v Ljutomeru in pridružen prekmurski osvobodilni legiji, ki je bila ustanovljena v Ljutomeru (1891, Dokležovje – 1975, Slovenj Gradec)
- Borut Belec, geograf, visokošolski učitelj, na Filozofski fakulteti v Ljubljani je doktoriral z disertacijo ”Agrarna geografija Ljutomersko-Ormoških goric” (1931, Maribor – 2022, Maribor)